# 420
420 (CDXX) je bilo prestopno leto, ki se je po julijanskem koledarju začelo na četrtek.

## Dogodki
- 1. januar

## Rojstva
Neznan datum
- Eurik, kralj  Vizigotov († 484)
- Valamir, kralj Ostrogotov († 469)

## Smrti
Neznan darum
- Jazdegerd I., kralj kraljev Sasanidskega cesarstva (* ni znano)